# ياروسلاف مالينا
ياروسلاف مالينا (بالتشيكية: Jaroslav Malina)‏ هو كاتب خيال علمي وكاتب تشيكي، ولد في 11 أبريل 1945 في Dolní Bučice ‏ في التشيك.